# 吳寶珠
吳寶珠（1972年11月15日—）生於河內，越南和法国籍數學家，2010年菲尔兹奖得主，現为芝加哥大学教授。他因證明羅伯特·朗蘭茲和黛安娜·謝爾斯塔德的自守形式基本引理而知名，獲《時代雜誌》選為2009年十大科學進展之一。

## 生平
吳寶珠出生於學者家庭。他的父親吳輝瑾（Ngô Huy Cẩn）教授，是越南科學技術翰林院力学研究所的物理學家，研究流體力學，母親陳劉雲賢（Trần Lưu Vân Hiền）副教授，在越南中央傳統醫學病院工作。
吳寶珠曾就讀於講武實驗學校和徵王基礎中學。他 15 歲入讀河內國家大學屬下的河內自然科學大學的附屬專科普通中學數學專修組。他參加第 29 屆和第 30 屆國際數學奧林匹克，連得兩面金牌，是越南首位獲此佳績學生，第一次更得到滿分 42 分。
1989 年吳寶珠高中畢業，獲法國政府獎學金赴巴黎第六大學就讀。1992 年他考入著名的巴黎高等師範學院就讀。1997 年他獲得巴黎第十一大學博士學位，指導教授為熱拉爾·洛蒙。他從 1998 年起在法國國家科學研究中心作研究至 2004 年。2003 年他通過特許任教資格答辯。2004 年他成為巴黎第十一大學教授。他和洛蒙解決基本引理的酉群情形，2004 年同獲克雷研究獎。2005 年他 33 歲時獲得越南的教授銜，成為越南最年輕教授。2007 年獲上沃爾法赫獎。2008 年吳寶珠終於解決基本引理的一般情形。多年來，不少人的研究都需假設基本引理正確，有了這項突破，這些研究成果得以完滿確立。2010 年国际数学家大会上，他因此贡献得到菲尔兹奖。2010年9月起任芝加哥大學教授。
2010 年，吳寶珠加入法国籍。

## 論文
- Ngo Le Lemme fondamentale pour les algebres de Lie, 2008, 預印本 （页面存档备份，存于）
- Laumon, Ngo Le Lemme fondamentale pour les groupes unitaires, 2004, 預印本（页面存档备份，存于）
- Ngo Fibration de Hitchin et endoscopie, 2004, Preprint, 發表於 Inventiones Mathematicae 2006（页面存档备份，存于）

## 外部連結
- 吳寶珠在數學譜系計畫的資料。
- 吳寶珠在巴黎第十一大學網頁
- 時代雜誌報導基本引理得到解決（页面存档备份，存于）